# Jisrael Barsilai

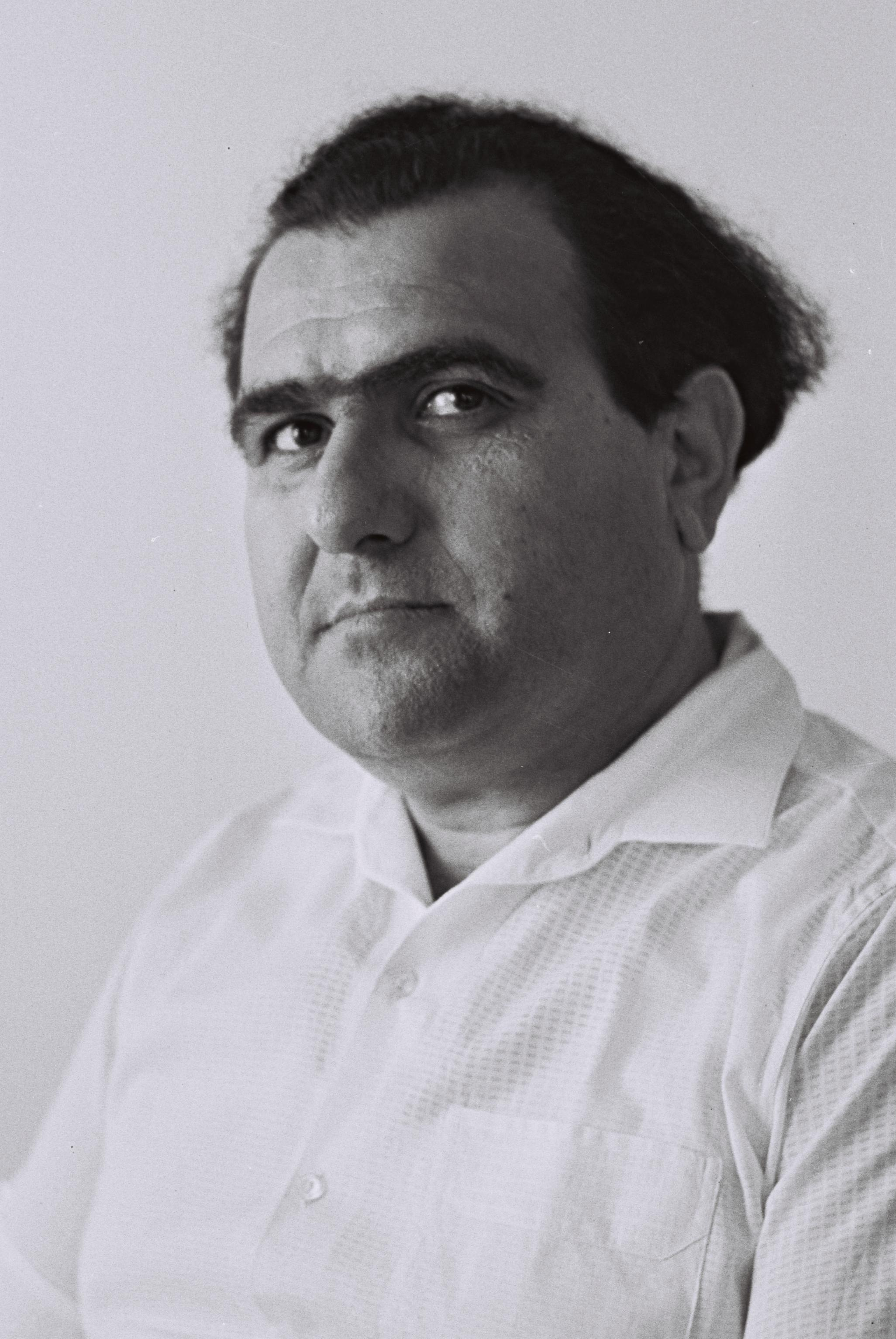
Jisrael Barsilai, 1955.

Jisrael Barsilai (hebräisch יִשְׂרָאֵל בַרְזִילֲי, als Jolek Eisenberg hebräisch יוֹלֶק אַיְזֶנְבֶּרְגְ; * 1. Oktober 1913 in Nieszawa, Weichselland, Russisches Kaiserreich; † 12. Juni 1970 in Israel) war ein israelischer Politiker, der in den 1950er, 1960er und frühen 1970er Jahren als israelischer Minister tätig war.

## Leben

Synagoge in Włocławek.

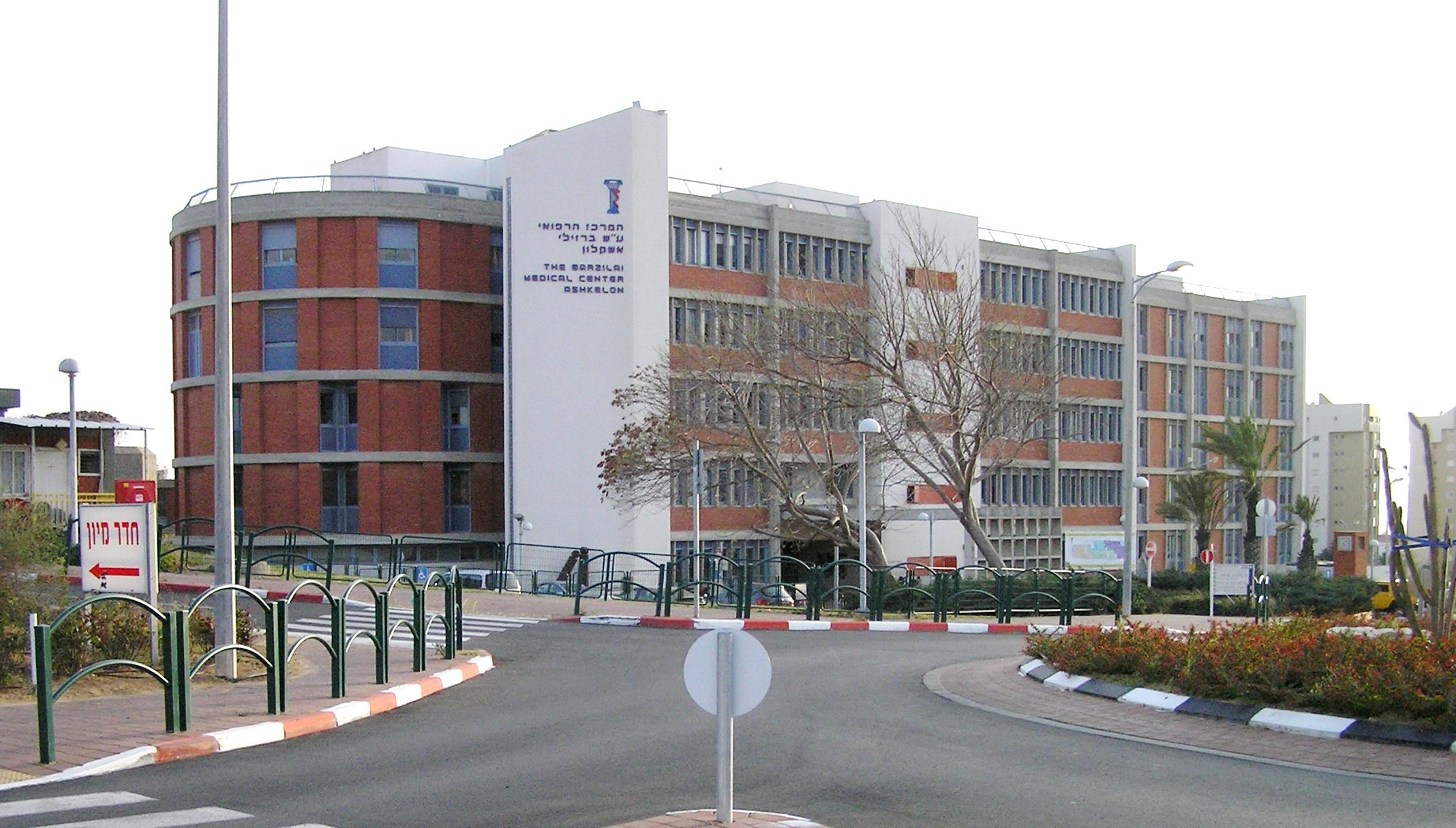
Merkas Refu'i Barsilai.

Jisrael Barsilai besuchte den Cheder in einem jüdischen Gymnasium in Włocławek (hebräisch וְלוֹצְלָאוֶוק) und war Mitglied der Synagogengemeinde in Włocławek.
Seit dem 11. Lebensjahr war er auch Mitglied der Hashomer Hatzair. 1932 zog er nach Paris, um zu studieren, bevor er im Jahre 1934 nach Palästina zog, wo er Mitglied der Hechaluz wurde. 1938 wurde er zum Leiter der unabhängigen Ansiedlungsabteilung der Kibbuzbewegung gewählt. 1939 gehörte er zu den Gründern des Kibbutz Negba.
1947 wurde er Sekretär der Weltunion des Mapam. Von 1948 bis 1951 arbeitete er als israelischer Botschafter in Polen. Als er nach Israel zurückkehrte, wurde er von 1953 bis 1955 politischer Sekretär des Mapam.
Er stand auf der Wahlliste von Mapam und gelangte als Abgeordneter der Mapam 1955 in die Knesset, wo er am 3. November 1955 zum  Gesundheitsminister in  David Ben-Gurions Regierungskoalition ernannt wurde.
Am 24. November 1958 wurde er zum Kommunikationsminister ernannt, nachdem sich die Nationalreligiöse Partei aus der Regierungskoalition zurückgezogen hatte und Josef Burg als Abgeordneter der NRP aus dem Amt schied. Jisrael Barsilai behielt das Amt als Kommunikationsminister bis zum 17. Dezember 1959 bei. Nach den Wahlen 1959 wurde er erneut zum Gesundheitsminister ernannt, dieses Amt behielt er bei bis zum 2. November 1961.
Obwohl er 1961 wiedergewählt wurde, wurde Mapam aus der Regierung ausgeschlossen und Barsilai verlor sein Amt im Kabinett. Nach den Wahlen 1966 verlor er seinen Sitz, wurde aber erneut als Parteiloser am 12. Januar 1966 in der Regierung Levi Eshkol zum Gesundheitsminister ernannt, wobei er dieses Amt bis zum 15. Dezember 1969 beibehielt.
Nach den Wahlen 1969 wurde er nicht wieder gewählt, wurde aber trotzdem im Regierungskabinett zum Minister ohne Geschäftsbereich ernannt, und war in diesem Amt bis Juni 1970.
Nach seinem Tod wurde das Krankenhaus in Ashkelon (dessen Grundstein er 1961 gelegt hatte) nach ihm benannt Merkas Refu'i Barsilai (hebräisch מֶרְכָּז רְפוּאִי בַרְזִילֲי).